# Treonin
Treonin (förkortas Thr eller T) är en av de 20 aminosyror som utgör byggstenar i proteiner. Den innehåller en α-aminogrupp (som finns i den protonerade −NH+3 och bildas under biologiska förhållanden), en karboxylgrupp (som är i den deprotonerade −COO− formen under biologiska förhållanden), och en sidokedja som innehåller en hydroxylgrupp, vilket gör den till en hydrofil, polär, oladdad och essentiellaminosyra. Det är viktigt för människor, eftersom kroppen inte kan syntetisera det utan måste erhållas genom maten. Treonin syntetiseras från aspartat i bakterier som E. coli. I den genetiska koden kodas treonin av fyra kodon: ACU, ACA, ACC och ACG.
Treoninsidokedjor är ofta vätebundna. De vanligaste små motiven som bildas är baserade på interaktioner med serin: ST-vändningar, ST-motiv (ofta i början av alfaspiraler) och ST-klammer (vanligtvis i mitten av alfaspiraler).

## Modifieringar
Treoninresten är mottaglig för många posttranslationella modifieringar. Hydroxilsidokedjan kan genomgå O-länkad glykosylering. Dessutom genomgår treoninrester fosforylering genom verkan av ett treoninkinas. I sin fosforylerade form kan den identifieras som fosfotreonin. Fosfotreonin har tre potentiella koordinationsställen (karboxyl-, amin- och fosfatgrupp) och bestämning av koordinationssättet mellan fosforylerade ligander och metalljoner som förekommer i en organism är viktigt för att förklara fosfotreoninets funktion i biologiska processer.

## Historik
Treonin var den sista av de 20 vanliga proteinogena aminosyrorna som upptäcktes. Den upptäcktes 1936 av William Cumming Rose, i samarbete med Curtis Meyer. Aminosyran fick namnet treonin eftersom den till sin struktur liknade treonsyra, en monosackarid med fyra kolatomer med molekylformel C4H8O5

## Stereoisomerer
|                                                  |
| L-treonin (2S,3R) och D-treonin (2R, 3S)         |
|                                                  |
| L-allotreonin (2S,3S) och D-allotreonin (2R, 3R) |

Treonin är en av två proteinogena aminosyror med två stereogena centra, den andra är isoleucin. Treonin kan existera i fyra möjliga stereoisomerer med följande konfigurationer: (2S, 3R), ( 2R, 3S), (2S, 3S) och (2R, 3R). Emellertid används namnet L-treonin för en enda stereoisomer, (2S, 3R)-2-amino-3-hydroxibutansyra. Den andra stereoisomeren (2S, 3S), som sällan förekommer i naturen, kallas L-allotreonin. De två stereoisomererna (2R, 3S)- och (2R, 3R)-2-amino-3-hydroxibutansyra är endast av mindre betydelse.

## Biosyntes
Som en essentiell aminosyra syntetiseras inte treonin hos människor och måste finnas i proteiner i kosten. Vuxna människor kräver cirka 20 mg/kg kroppsvikt/dygn. I växter och mikroorganismer syntetiseras treonin från asparaginsyra via α-aspartyl-semialdehyd och homoserin. Homoserin genomgår O-fosforylering. Denna fosfatester genomgår hydrolys samtidigt med omlokalisering av OH-gruppen. Enzymer involverade i en typisk biosyntes av treonin är bland andra:
1. aspartokinas
2. β-aspartat semialdehyde dehydrogenase

Treoninbiosyntes

3. homoserin dehydrogenas
4. homoserinkinas
5. treoninsyntas.

## Metabolism
Treonin metaboliseras på minst tre sätt:
- Hos många djur omvandlas det till pyruvat via treonindehydrogenas. En intermediär i denna väg kan genomgå tiolys med CoA för att producera acetyl-CoA och glycin.

- Hos människor är genen för treonindehydrogenas en inaktiv pseudogen,[9] så treonin omvandlas till α-ketobutyrat. Mekanismen för det första steget är analog med den som katalyseras av serindehydratas, och serin- och treonindehydratasreaktionerna katalyseras förmodligen av samma enzym.[10]

- I många organismer O-fosforyleras det av ett kinas som förbereder för ytterligare metabolism. Detta är särskilt viktigt hos bakterier som en del av biosyntesen av kobalamin (vitamin B12), eftersom produkten omvandlas till (R)-1-aminopropan-2-ol för inkorporering i vitaminets sidokedja.[11]

- Treonin används för att syntetisera glycin under den endogena produktionen av L-karnitin i hjärnan och levern hos råttor.[12][13]